# Talpa streetorum
Talpa streetorum és una espècie de mamífer eulipotifle de la família dels tàlpids. La seva distribució es troba a les regions muntanyoses del nord-oest de l'Iran. És conegut a partir d'un petit nombre de localitats. Es disposa de poca informació sobre aquest talp i la majoria que hi ha deriva d'exemplars de museu. A grans trets, és un representant gros del gènere Talpa. El seu tret més característic és el musell ample. No se sap res sobre el seu estil de vida. Fou descrit el 1965. Durant molt de temps fou considerat idèntic al talp del Pare David (T. davidiana), oriünd del sud-est de Turquia. Tanmateix, unes anàlisis de la seva anatomia cranial dutes a terme el 2023 desembocaren en la seva elevació a la categoria d'espècie. Es desconeix si hi ha cap amenaça significativa per a la seva supervivència.
Juntament amb el talp del Pare David i T. hakkariensis, es troba a l'extrem sud-oriental de la distribució del gènere Talpa.